# Werner Zech
Pour les articles homonymes, voir Zech.
Werner Zech  (25 février 1895 - 6 octobre 1981) est un Generalmajor allemand de la Luftwaffe pendant la Seconde Guerre mondiale.
Il commence sa carrière militaire en entrant dans la Deutsches Heer (armée de terre) le 25 juin 1913 en tant que porte-drapeau dans le 125e régiment d'infanterie (de)

Il est diplômé ingénieur le 22 juin 1923.
Il prend sa retraite le 30 avril 1945 et est capturé par les forces américaines. Il reste en captivité comme prisonnier de guerre de mai 1945 au 27 juin 1947, date où il retrouve la liberté.

## Promotions
- Fähnrich: 11 février 1914
- Leutnant: 7 août 1914
- Oberleutnant: 22 mars 1918
- Charakter als Hauptmann: 31 décembre 1920
- Hauptmann: 1er juin 1934
- Major: 1er octobre 1934
- Oberstleutnant: 18 janvier 1937
- Oberst: 1er avril 1939
- Generalmajor: 1er avril 1942